# Görgő-csúcs
A Görgő-csúcs a Baróti-hegység második legmagasabb csúcsa, 1017 m, Sugásfürdő felett emelkedik, Sepsiszentgyörgy városától nyugatra 9 kilométerre.
A  hegység magasabb része, így a csúcs is a bükkerdők zónájában található, itt szórványosan megjelenik a lucfenyő is, egy kisebb ligetet alkotva a csúcs közelében. Mivel magas erdő borítja, a csúcsról nincs kilátás. A legmagasabb pont a környéken a tőle nyugatra található Havadtető a maga 1019 méteres magasságával. A csúcs viszonylagos magassága Sugásfürdőhöz képest kb. 250 m. Két jelzett ösvény is vezet fel rá, a menetidő átlagos erőnléttel kb. 1 óra.
A környék gazdag állatvilággal rendelkezik, mely a hegység kiterjedt, összefüggő és tápláló lombhullató erdeinek köszönhető.